# Bossonnens
Bossonnens (toponimo francese; in tedesco Bossum, desueto) è un comune svizzero di 1 483 abitanti del Canton Friburgo, nel distretto della Veveyse.

## Monumenti e luoghi d'interesse

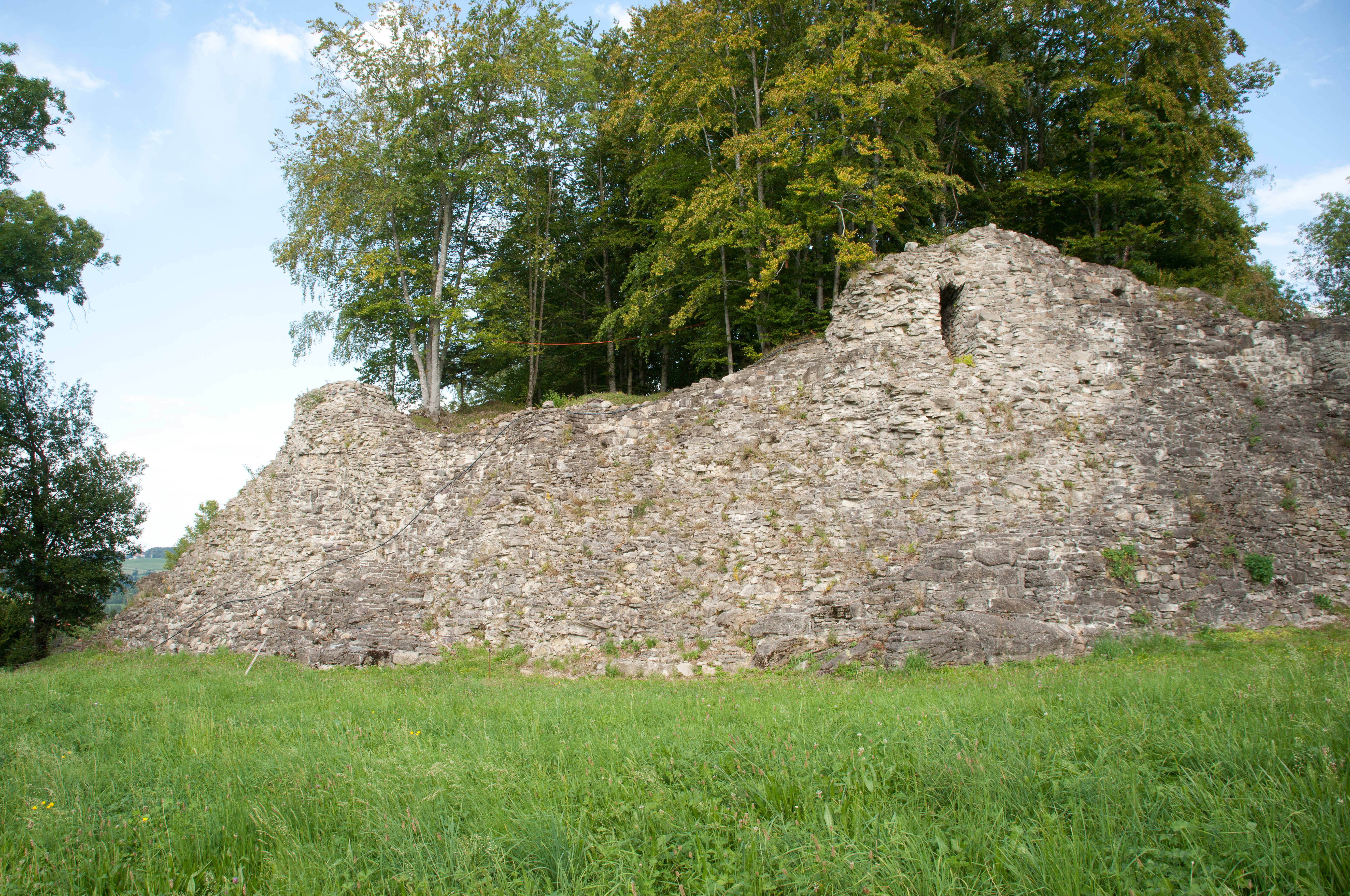
Le rovine del castello di Bossonnens

- Cappella cattolica di Sant'Andrea, eretta dopo il 1716[1];
- Rovine del castello di Bossonnens, eretto nel XII-XIII secolo[1].

## Società

### Evoluzione demografica
L'evoluzione demografica è riportata nella seguente tabella:
Abitanti censiti

## Infrastrutture e trasporti
Bossonnens è servito dall'omonima stazione sulla ferrovia Palézieux-Bulle-Montbovon.

## Sport
Bossonnens ha ospitato il torneo professionistico di tennis Bossonnens Challenger.

## Amministrazione
Ogni famiglia originaria del luogo fa parte del comune patriziale che ha la responsabilità della manutenzione di ogni bene comune.